# Michael Spinks
Michael Spinks (San Luis, Misuri, 13 de julio de 1956) es un exboxeador estadounidense, fue campeón mundial en las categorías semipesado y pesado. Su apodo era Jinx, por su potente derechazo: The Spinks Jinx. Es hermano del excampeón de los pesados Leon Spinks, y tío de Cory Spinks (excampeón de los superwélter).

## Biografía
En 1974, Spinks ganó en las 156-libras (Campeonato Superwélter) los Golden Gloves al vencer a Wilber Cameron en Denver, Colorado y luego ganaría la Medalla de Plata en la competición National AAU (165-libras) en 1975, perdiendo en 3 asaltos contra Tom Sullivan en Shreveport, Louisiana. En 1976 ganaría los National Golden Gloves en el peso mediano, al derrotar en 3 asaltos a Lamont Kirkland en Miami, Florida, el mismo año ganaría su pase a los Juegos Olímpicos de 1976, representando a la delegación estadounidense en la devisión mediana de boxeo, luego de vencer Keith Broom en Cincinnati, Ohio. En la final de los juegos olímpicos derrotaría al boxeador soviético Rufat Riskiev, ganando así la Medalla de Oro de los Juegos Olímpicos de Montreal. Spinks finalizaría con un récord aficionado de 93-7 con 35 knockouts.
Luego de las olimpiadas Spinks regresó a trabajar en una fábrica de química en St. Louis, “trapeando pisos y limpiando sanitarios,” como el mismo diría. No tendría grandes contratos, no obstante, algunos expertos lo consideraban como un boxeador muy prometedor, al igual que a su hermano; sin embargo, Leon se haría famoso, con una pelea que sería televisada por ABC Sports, en el camino a un enfrentamiento contra el campeón de los pesados, Muhammad Ali. Michael tenía que cuidar a su madre, intentando también de ayudar a Leon en su entramiento para la pelea contra Ali; todo esto le daría un segundo plano a la carrera de Michael, siendo Butch Lewis quien en 1977 lo convenciera de volverse profesional, lo cual haría.
Como profesional en la división de los semipesados, se mantuvo invicto en sus primeras 31 peleas, llegando a vencer a boxeadores tales como: Marvin Johnson, Willie Taylor, hasta que enfrentó al campeón Eddie Mustafa Muhammad, al cual le arrebató el título de los semipesados el 17 de julio de 1981 por decisión unánime en 15 asaltos. Luego vencería reteniendo su título ante Dwight Muhammad Qawi, Oscar Rivadeneyra y Eddie Davis entre otros grandes púgiles, logrando convertirse en el campeón indiscutido de la división de los semipesados.
Después de 10 defensas exitosas de su título en semipesados, Spinks de 28 años subiría a la división de los pesos pesados enfrentándose al reinante campeón de la IBF Larry Holmes el 21 de setiembre de 1985, venciéndolo por decisión unánime; convirtiéndose así, en el primer boxeador en haber sido campeón en los semipesados y también en los pesados, luego vino la revancha contra Holmes el 19 de abril de 1986 en una discutida pelea (muchos vieron ganador a Holmes o en todo caso empate), venció Spinks por decisión dividida. Luego retendría su título IBF 2 veces venciendo primero al campeón noruego Steffen Tangstad en setiembre del 86 y luego a Gerry Cooney en junio del 87, ambas veces por nocaut. 
El 27 de junio de 1988 en una de las peleas más publicitadas de la historia del boxeo, enfrentó al indiscutible campeón del Consejo Mundial de Boxeo y de la Asociación Mundial de Boxeo, el joven e invencible Mike Tyson, por la unificación de los tres títulos, quien ganara sería el campeón absoluto de todas las asociaciones de boxeo, aquí Spinks perdería por un brutal nocaut en el primer asalto, siendo la única derrota en toda su exitosa carrera. Luego de esta pelea se retiró del boxeo.
Spinks está en el Salón Internacional de la Fama del Boxeo en el Salón Mundial de la Fama del Boxeo desde 1994. La Organización Internacional de Investigación de Boxeo y Boxrec colocan a Spinks como uno de los más grandes púgiles semipesados de todos los tiempos.

## Carrera profesional
Ganó su primera pelea como profesional al derrotar a Eddie Benson por nocaut en el primer asalto, el 17 de abril de 1977 en Las Vegas. Spinks inició con aquel combate una racha de 31 victorias seguidas casi hasta el final de su carrera. Luego de 4 victorias más, finalizó el año con una pelea contra Gary Summerhays, un boxeador joven que le presentó una mejor calidad de oposición que los anteriores, ganándole por decisión.
En 1978, ganó dos peleas, incluyendo una victoria por decisión en 8 asaltos, contra el exretador al título Mediano, Tom Bethea, en la misma cartelera en la cual su hermano Leon derrotaría a Ali, para convertirse en Campeón Mundial de los Peso Pesados en Las Vegas.
Tuvo solo una pelea en 1979, la cual terminaría por nocaut en el primer asalto al vencer a Marc Hans, pero en 1980, Spinks empezaría un gran ascenso en su carrera hacia el título mundial de los supermedianos, al vencer a Murray Sutherland, David Conteh, Ramon Ronquillo y Álvaro Yaqui López (quien fuera 4 veces retador al título). De sus cinco peleas, tres serían por nocaut, Sutherland y Johnny Wilburn, sería a los únicos a los que derrotaría por decisión.
Para 1981, Spinks fue ranqueado como uno de los mejores boxeadores, y luego de vencer al futuro Campeón Mundial de los semipesados Marvin Johnson por nocaut en cuatro asaltos, la WBA lo nombraría como retador número 1 al título mundial, por lo que el 18 de julio del mismo año, se enfrentaría al entonces Campeón de la WBA Eddie Mustafa Muhammad en Las Vegas. Spinks enviaría a la lona a Mustafa Muhammad en el asalto doce, y finalmente ganaría por decisión luego de quince asaltos, convirtiéndose a así en el campeón Mundial de los semipesados. En el mismo año haría una defensa exitosa de su título al vencer a Vonzell Johnson por nocaut en siete asaltos.
En 1982 comenzaría el año derrotando por nocaut al Campeón lineal reinante de los semipesados Mustafa Wassaja, el cual había noqueado a Bob Foster en 1978 para ganarse el título. Para ese momento Spinks se había convertido en superestrella en el mundo del boxeo, apareciendo en revistas de aquel deporte. Mientras tanto los aficionados clamaban por una unificación de títulos, con el campeón del WBC Dwight Muhammad Qawi. Sin embargo, una tragedia llegaría a su vida, cuando en enero de 1983, su esposa de 24 años, Sandy Massey, muriera en un accidente de tránsito, dejando a Spinks solo con su pequeña hija de 2 años, Michelle.
Mientras tanto, la pelea que todos los aficionados, críticos y editores de revistas boxeo querían; sucedería 2 meses después de la muerte de su esposa. El 18 de marzo, Spinks y Qawi se enfrentarían en el ring. La pelea fue transmitida por HBO World Championship Boxing, y de acuerdo al libro The Ring: Boxing the 20th Century, Spinks tuvo un momento muy difícil antes de comenzar la pelea: su hija le preguntó mientras estaba en el camerino si su madre vendría a ver la pelea, lo cual hizo llorar a Spinks. No obstante tuvo que recuperarse pronto para subir al ring, donde pelearía contra Qawi para unificar los títulos. Estuvo a punto de caer en el octavo asalto, sin embargo se mantuvo de pie, y después de quince asaltos ganó por decisión unánime, convirtiéndose en el campeón mundial indiscutido de los semipesados. Defendería su título una vez más antes de finalizar el año, derrotando por KO en el décimo round al Peruano Oscar Rivadeneyra en Vancouver, Canadá.
Peleó solo una vez en 1984, reteniendo su corona con una victoria por decisión mayoritaria ante Eddie Davis. Dos semanas después, él y Qawi habían acordado una revancha para septiembre del mismo año, sin embargo la pelea tuvo que ser cancelada luego de que Qawi se lesionara durante un entrenamiento.
En 1985, venció por nocaut a David Sears y Jim McDonald, en defensas de su título, antes de retar a Larry Holmes por el título Mundial de peso pesado reconocida por la IBF. Holmes estaba tratando de empatar el récord de Rocky Marciano de 49-0 como campeón de los pesados, pero sería Spinks quién haría historia esa noche, ganando por decisión unánime en 15 asaltos y convirtiéndose como el primer excampeón semipesado que llegaba a obtener un título en la categoría pesado. Su victoria contra Larry Holmes sería llamada como La sorpresa del año según la revista The Ring. Con esto, Michael y Leon se convertirían también como los primeros hermanos en ser campeones mundiales del peso pesado, seguidos dos décadas más tarde por Wladimir y Vitali Klitschko.
En 1986, Spinks y Holmes se volvieron a enfrentar en una revancha, el resultado sería el mismo, luego de los 15 asaltos, Spinks obtendría la victoria por decisión dividida. Luego, retendría una vez más el cinturón mundial, al vencer por KO en el cuarto round a Steffen Tangstad. En 1987, sería despojado del título por la IBF después de negarse a enfrentar al retador obligatorio, Tony Tucker, y aceptando una mejor oferta contra Gerry Cooney, pero sin el título. Spinks noquearía a Cooney en cinco asaltos, luego Mike Tyson unificaría los títulos pesados. Los aficionados empezaría a clamar por una pelea entra ambos, puesto que aún consideraban a Spinks como legítimo campeón. La pelea se llevaría a cabo en junio de 1988, con una victoria para Tyson por KO en el primer round, logrando enviar dos veces a la lona a Spinks. Tyson sería el único peleador en enviar a la lona a Spinks. Esta sería la única derrota de éste en su carrera profesional, así como su última pelea, retirándose después de ésta.
Spinks tendría un récord como profesional de 31 victoria con 1 derrota, y 21 victorias por KO. Adicional mente a sus éxitos como pesado, Spinks es generalmente consideracomo uno de los mejores campeones semipesados y uno de los mejores peleadores de todos los tiempos. Sería el único en terminar invicto como semipesado en toda la historia, desde que esta división fuera creada en 1903, así como el único semipesado en ganar un título en los pesados.
The Ring en 2002 consideró a Spinks como el tercer mejor semipesado de todos los tiempos, luego de Ezzard Charles y Archie Moore, pero sobre Tommy Loughran, Bob Foster, Harold Johnson, Maxie Rosenbloom y Billy Conn.
En la lista de The Ring de los 100 mejores boxeadores de la historia, Spinks es considerado el número 42.
East Side Boxing diría en un tributo a Spinks, “Michael Spinks fue invicto durante la mejor era de los semipesados en la historia. Y ganó el título de los pesados derrotando al verdadero campeón, quién también era invicto. Michael Spinks es el campeón semipesado que más ha logrado en la historia.”

## Luego del Boxeo
No tiene mucha vida pública, aunque Ken Hissner reportaría que, “En octubre de 2007 fue llevado al ring del Legendary Blue Horizon en Filadelfia. Saludando al público y hablando con los aficionados desde éste". Spinks es uno de los pocos boxeadores que se retiraría del deporte con dinero y salud, y que nunca volvería al ring. Acudiendo rara vez a eventos y yendo ocasionalmente a ver peleas, Spinks se mantiene fuera de la escena boxística y del ojo público.
El excampeón vive en privado en una casa con siete dormitorios, sin incluir la habitación de huéspedes, en una extensión de hectáreas a las afueras de Wilmington, Delaware, aunque, de vez en cuando visita escuelas, llevando consigo su medalla de oro y cuatro de sus cinturones, para decirle a los niños que deben seguir sus sueños. "La mayoría de niños no tienen idea de quién soy", "pero se ponen atentos cuando ven todo el oro."
Por años se mantuvo cerca de su promotor, Butch Lewis, entrenando boxeadores y rara vez haciendo apariciones públicas en eventos promovidos por Lewis.
En 2011, luego de que Lewis muriera de causas naturales, se señaló que Spinks había demandado por los bienes de Lewis en una corte de Delaware Chancery, alegando que el promotor no había podido manejar adecuadamente los $24 millones de dólares que Spinks había ganado durante su carrera y que había violado los acuerdos de que Lewis podía manejar el dinero de Spinks, si éste pagaba los gastos del boxeador por el resto de su vida.
El representante de los dos hermanos durante 1970 a 1980, moriría en julio de 2011. Él había combinado sus fondos personales con los fondos de los Spinks, los cuales había usado para sus gastos personales y los de sus hijos, además de los gastos de sus negocios. También sería demandado Robert L. Johnson, fundador de Black Entertainment Television, jefe de la empresa de bienes raíces RLJ Development LLC, en Bethesda, Maryland; quien manejaba $8.5 millones en bienes de Lewis.
Según los abogados de Spinks, después de la muerte de Lewis, Johnson y el abogado Leonard Williams detuvieron los pagos sin decirlo, lo cual causó que caducase el seguro de Spinks, teniendo que llegar a pagar facturas de hasta por $50,000 mensualmente. “Spinks tuvo que tomar dinero de su pensión y de su fondo de jubilación para pagar los impuestos y las sanciones, con el fin de cumplir con éstas obligaciones,” fue lo que dijeron los abogados del boxeador.
El la corte Spinks dijo que Johnson y Williams no deberían transferir nada de los activos de los bienes de Lewis, hasta que se pueda hacer la contabilidad de éstos y hasta que los pagos de Spinks se hallan reanudado.

## Récord Profesional
| 31 Ganadas (21 KOs), 1 Derrota, 0 Empates |                        |      |              |            |                        | |
| Res.                                      | Oponente               | Tipo | Rd., Tiempo  | Fecha      | Localidad              | Notas |
| D                                         | Mike Tyson             | KO   | 1 (12) 1:31  | 1988-06-27 | Atlantic City, NJ, USA | Pierde los títulos mundiales de The Ring y Lineal en el peso pesado. Por los títulos del WBC, de la WBA y de la IBF en el peso pesado.   |
| G                                         | Gerry Cooney           | TKO  | 5 (15) 2:51  | 1987-06-15 | Atlantic City, NJ, USA | Retiene los títulos mundiales de The Ring y Lineal en el peso pesado.                                                                    |
| G                                         | Steffen Tangstad       | TKO  | 4 (12) 0:58  | 1986-09-06 | Las Vegas, NV, USA     | Retiene los títulos mundiales de The Ring, Lineal y de la IBF en el peso pesado.                                                         |
| G                                         | Larry Holmes           | SD   | 15 (15)      | 1986-04-19 | Las Vegas, NV, USA     | Retiene los títulos mundiales de The Ring, Lineal y de la IBF en el peso pesado.                                                         |
| G                                         | Larry Holmes           | UD   | 15 (15)      | 1985-09-21 | Las Vegas, NV, USA     | Ganó los títulos de The Ring, Lineal y de la IBF en el peso pesado.                                                                      |
| G                                         | Jim MacDonald          | TKO  | 8 (15) 1:30  | 1985-06-06 | Las Vegas, NV, USA     | Retiene los títulos The Ring, Lineal, del WBC, de la WBA y de la IBF en el peso semipesado.                                              |
| G                                         | David Sears            | TKO  | 3 (12) 1:02  | 1985-02-23 | Atlantic City, NJ, USA | Retiene los títulos The Ring, Lineal, del WBC, de la WBA y de la IBF en el peso semipesado.                                              |
| G                                         | Eddie Davis            | UD   | 12 (12)      | 1984-02-25 | Atlantic City, NJ, USA | Retiene los títulos The Ring, Lineal, del WBC y de la WBA en el peso semipesado. Ganó el Título Mundial de la IBF en el peso semipesado. |
| G                                         | Oscar Rivadeneyra      | TKO  | 10 (15) 1:42 | 1983-11-25 | Vancouver, Canadá      | Retiene los títulos The Ring, Lineal, del WBC y de la WBA en el peso semipesado.                                                         |
| G                                         | Dwight Muhammad Qawi   | UD   | 15 (15)      | 1983-03-18 | Atlantic City, NJ, USA | Retiene los títulos The Ring, Lineal y de la WBA en el peso semipesado. Ganó el Título Mundial del WBC en el peso semipesado.            |
| G                                         | Johnny Davis           | TKO  | 9 (15) 2:27  | 1982-09-18 | Atlantic City, NJ, USA | Retiene los títulos The Ring, Lineal y de la WBA en el peso semipesado.                                                                  |
| G                                         | Jerry Celestine        | TKO  | 8 (15) 1:58  | 1982-06-12 | Atlantic City, NJ, USA | Retiene los títulos The Ring, Lineal y de la WBA en el peso semipesado.                                                                  |
| G                                         | Murray Sutherland      | TKO  | 8 (15) 1:24  | 1982-04-11 | Atlantic City, NJ, USA | Retiene los títulos The Ring, Lineal y de la WBA en el peso semipesado.                                                                  |
| G                                         | Mustafa Wassaja        | KO   | 6 (15) 1:36  | 1982-02-13 | Atlantic City, NJ, USA | Retiene el Título de la WBA en el peso semipesado. Ganó los títulos The Ring, Lineal en el peso semipesado.                              |
| G                                         | Vonzell Johnson        | KO   | 7 (15) 1:13  | 1981-11-07 | Atlantic City, NJ, USA | Retained WBA en el peso semipesado. |
| G                                         | Eddie Mustafa Muhammad | UD   | 15 (15)      | 1981-07-18 | Las Vegas, NV, USA     | Ganó el Título Mundial de la WBA en el peso semipesado.                                                                                  |
| G                                         | Marvin Johnson         | KO   | 4 (10) 1:22  | 1981-03-28 | Atlantic City, NJ, USA | |
| G                                         | Willie Taylor          | TKO  | 8 (10) 2:40  | 1981-01-24 | PA, USA                | |
| G                                         | Yaqui López            | TKO  | 7 (10) 0:46  | 1980-10-18 | Atlantic City, NJ, USA | |
| G                                         | David Conteh           | KO   | 9 (10) 1:21  | 1980-08-02 | LA, USA                | |
| G                                         | Murray Sutherland      | UD   | 10 (10)      | 1980-05-04 | New York, USA          | |
| G                                         | Ramon Ranquello        | TKO  | 6 (10)       | 1980-02-24 | NJ, USA                | |
| G                                         | Johnny Wilburn         | UD   | 8 (8)        | 1980-02-01 | Louisville, KY, USA    | |
| G                                         | Marc Hans              | TKO  | 1 (8) 2:45   | 1979-11-24 | Bloomington, MN, USA   | |
| G                                         | Eddie Phillips         | KO   | 4 (8) 1:33   | 1978-12-15 | New York, NY, USA      | |
| G                                         | Tom Bethea             | UD   | 8 (8)        | 1978-02-15 | Las Vegas, NV, USA     | |
| G                                         | Gary Summerhays        | UD   | 8 (8)        | 1977-10-22 | Las Vegas, NV, USA     | |
| G                                         | Ray Elson              | KO   | 1 (6) 0:51   | 1977-09-13 | CA, USA                | |
| G                                         | Jasper Brisbane        | TKO  | 1 (6) 2:56   | 1977-08-23 | PA, USA                | |
| G                                         | Joe Borden             | KO   | 2 (6) 2:20   | 1977-06-01 | Montreal, Canadá       | |
| G                                         | Luis Rodríguez         | UD   | 6 (6)        | 1977-05-07 | MO, USA                | |
| G                                         | Eddie Benson           | KO   | 1 (6) 2:55   | 1977-04-16 | Las Vegas, NV, USA     | |

## Logros como aficionado
- Terminó con un récord de 93-7[14]
- Ganó en 1974 en la categoría semipesada (156 lb.) el National Golden Gloves Championship.
- Ganó en 1976 en la categoría mediana (165 lb.) el National Golden Gloves Championship en Miami, Florida.
- Ganó en la categoría mediana la medalla de oro para los Estados Unidos en los Juegos Olímpicos de 1976 en Montreal, Canadá. Siendo sus resultados:
  - Derrota a Jean-Marie Emebe (Camerún)
  - Derrota a Ryszard Pasiewicz (Polonia)
  - Derrota a Alec Năstac (Rumania)
  - Derrota a Rufat Riskiyev (Unión Soviética)
- LLegó a la final de los National AAU en 1975, perdiendo contra Tommy Brooks de Mt Scott Community Center en Portland, Oregon.